# Rivière Qui Barre
| \| Rivière Qui Barre \| Rivière Qui Barre |
| Rivière Qui Barre                         |

Rivière Qui Barre est un hameau situé à une vingtaine de kilomètres au Nord d'Edmonton dans la province de l'Alberta au Canada.
Le hameau fut fondé à la fin du XIXe siècle par des immigrants Canadiens-français ayant quitté l'État du Kansas. Il porte le nom du cours d'eau qui coule à cet endroit et qui se jette dans la rivière Esturgeon, un affluent de la rivière Saskatchewan Nord.
Le hameau de Rivière Qui Barre compte une centaine d'habitants dont un certain nombre sont des Franco-Albertains.